# Попов, Леонид Николаевич
Леони́д Никола́евич Попо́в (25 августа 1947, Вохма, Костромская область — 28 июня 2004, Вохма, Костромская область) — русский поэт, горный инженер, член Союза писателей России.

## Биография
Писать стихи начал с четвёртого класса, будучи восьмиклассником, в стихотворной форме написал биографию писателя И. С. Тургенева. Окончив Вохомскую среднюю школу и отслужив в армии, поступил в Московский геологоразведочный институт, а затем работал горным инженером в Забайкалье и Центральных Кызылкумах.
В 1979 году вернулся в родную Вохму и начал работать в редакции газеты «Вохомская правда». Первые его стихи были опубликованы в 1980 году на страницах районной газеты. Потом были публикации в еженедельнике «Литературная Россия», в костромских газетах «Литературная Кострома», «Северная правда», «Костромской край», эковестнике «Око». Также его стихи печатали областные и центральные журналы «Губернский дом», «Север», «Русь», «Литературная учеба», «Смена», «Москва», «Наш современник».
В 1987 году вышла первая книга лирики «Февральская синица», после издания которой Попов был принят в Союз писателей России. Впоследствии вышли в свет ещё три сборника его стихов — «Обреченный на любовь» (1993), «Лета нашего итог» (1997), «Звезда над порогом» (2003), получивших всероссийское признание и высокую оценку литературной критики.
Лауреат премии журнала «Смена» и премии областной администрации. Участник 8-го Всесоюзного и 1-го Всероссийского совещаний молодых поэтов, где присутствовал в качестве руководителя поэтического семинара.
Ко многим своим стихам подобрал музыку, к некоторым произведениям музыку написала преподаватель школы искусств Т. М. Адеева. Последние годы жизни занимался исследовательской деятельностью в области истории, филологии и литературоведения. Изучал труды Ключевского[уточнить], Соловьева[уточнить], Мережковского[уточнить] и пытался убедить всех[уточнить], что многое[уточнить] в мировой культуре идет именно от русского человека. Десять лет жизни посвятил созданию двухтомника «Частушки Вохомского края».

## Наследие
Занимался сбором и обработкой фольклорного материала, сохраненного жителями Вохомского и Боговаровского районов Костромской области. Умер 28 июня 2004 года. Вохомская Центральная районная библиотека носит имя Л. Н. Попова. В 2011 году вышла книга «Территория близкой души» — итоговое посмертное издание, вместившее в себя четыре прижизненных сборника поэта.